# تورو سانو
تورو سانو (باليابانية: 佐野 達) (15 نوفمبر 1963 في شيزوكا في اليابان – )؛ هو لاعب كرة قدم ياباني سابق كان يلعب كمدافع. سبق له أن لعب مع منتخب اليابان.

## وصلات خارجية
- تورو سانو على موقع قاعدة بيانات كرة القدم.إي يو (الإنجليزية)
- تورو سانو على موقع ناشيونال فوتبول تيمز (الإنجليزية)

- National Football Teams
- Japan National Football Team Database